# Уткин, Владимир Валентинович
Уткин, Владимир Валентинович (Vladimirs Utkins, 27 июня 1932 года, Рига, Латвийская республика — 23 августа 1994 года, Рига, Латвийская республика) — латвийский хирург-пульмонолог, один из основоположников пульмонологической службы в СССР, доктор медицинских наук, профессор Рижского медицинского института, член-корреспондент Академии наук Латвии.

## Биография
Владимир Уткин родился в Риге 27 июня 1932 года в семье композитора Валентина Уткина.
Учился в Рижской средней школе № 20. Решил стать хирургом в последнем классе школы. В 1949 году поступил на медицинский факультет Латвийского госуниверситета, который в 1950 году был преобразован в Рижский медицинский институт. В 1952 году как один из лучших студентов был направлен переводом на лечебный факультет 1-го Московского медицинского института, который окончил с отличием в 1955 году.
По распределению начал работать младшим научным сотрудником в Институте экспериментальной и клинической медицины АН Латвийской ССР, одновременно учился в аспирантуре.
В 1958 году под руководством главы института, профессора, академика Паула Страдыня защитил диссертацию на соискание степени кандидата медицинских наук на тему «Внешнесекреторная функция поджелудочной железы при раке и предраковых заболеваниях желудка», с 1960 года продолжал работать в институте старшим научным сотрудником.
В 1967 году защитил диссертацию на соискание учёной степени доктора медицинских наук на тему «Кардиоспазм: патогенез, клиника и лечение», став одним из самых молодых докторов медицинских наук в республике в 35 лет.
С 1967 года Уткин преподавал в Рижском медицинском институте: заведующий кафедрой хирургии (1967—1974), затем до конца жизни возглавлял кафедру хирургических болезней (2-я хирургическая клиника), которую основал его учитель академик Паул Страдынь.
В 1969 году Владимиру Валентиновичу было присвоено звание профессора. В том же году он стал одним из основоположников пульмонологической службы в СССР, создав в 1969 году Латвийский пульмонологический центр, который впоследствии 20 лет возглавлял. В середине 1980-х годов в Советском Союзе было принято решение о специализации врачей по пульмонологии, была создана Высшая аттестационная комиссия по защите докторских и кандидатских диссертаций с научной специальностью «пульмонология».
Под руководством В. В. Уткина в хирургическую практику внедрены новые методы лечения рака легких, разработаны и внедрены методики реконструктивных операций бронхов и трахеи, лечения язвенной болезни желудка.
В 1974 году Уткин был удостоен Государственной премии Латвийской ССР.
С 1971-го по 1979 год В. В. Уткин являлся первым заместителем председателя Учёного медицинского совета при Министерстве здравоохранения республики.
Владимир Валентинович Уткин скончался 23 августа 1994 года от опухоли мозга, похоронен на Лесном кладбище в Риге.

## Вклад в науку
В. В. Уткин является автором более 300 научных статей, 6 монографий, 4 учебников и более 60 научно-популярных статей, а также 12 патентов на изобретения.
Уткин продолжил традицию своего учителя П.Страдыня, создав собственную научную школу, был научным консультантом успешно защищенных 5 докторских и руководителем 21 кандидатских диссертации.
Профессор Уткин руководил разработкой новых и оригинальных методик реконструктивных операций трахеи и бронхов, был ведущим специалистом республики по хирургии пищеварительного тракта и автором ряда сложных абдоминальных операций.
Он первым в стране начал применять метод бронхофиброскопии для обследования больных и в хирургическом лечении рака лёгких достиг результатов лучше, чем его французские коллеги.
В. В. Уткин был председателем Латвийского научного общества хирургов, членом Международной ассоциации хирургов.
Профессор возглавлял Студенческое научное общество РМИ и вовлёк множество молодых коллег в мир науки.
В 1993 году Уткин был избран членом-корреспондентом Латвийской академии наук по специальности «медицина». Работа Уткина получила признание и зарубежных ученых, он был членом многих международных медицинских ассоциаций (в том числе «Врачи против ядерной войны»), выступал с лекциями во многих научных организациях мира и на международных конференциях.

## Награды
1974 — Государственная премия Латвийской ССР за разработку новых методов лечения заболеваний лёгких, вместе с А. Биезинем (научный консультант), Я. К. Гауеном (заведующий кафедрой детской хирургии); Э. П. Брикманисом (заслуженный врач Латвийской ССР), О. Я. Марге (руководитель группы хирургии легких Центральной лаборатории Рижского медицинского института); Н. А. Балынь (заведующая отделением торакальной хирургии Республиканской клинической больницы им. П. Страдыня; В. Н. Харламовым (главный хирург Прибалтийского военного округа; В. С. Чистихиным (зав. торакоабдеминальным отделением Окружного военного госпиталя Прибалтийского военного округа).
1982 — почётное звание «Заслуженный деятель науки Латвийской ССР».
1992 — премия имени Паула Страдыня, которую присваивают совместно Музей истории медицины и Латвийская академия наук (вместе с профессором Верой Рудзите). Удостоен за работу «Разработка новых методов диагностики и лечения в хирургической коррекции пищеварительного тракта, желудка и двенадцатипёрстной кишки».

## Труды
- Уткин, Владимир Валентинович. Кардиоспазм. — Рига : Зинатне, 1966. — 196 с., 18 л. ил. : ил.; 22 см[7]
- Уткин, Владимир Валентинович. Грыжи пищеводного отверстия диафрагмы / В. В. Уткин, Б. К. Апситис; [Риж. мед. ин-т]. — Рига : Зинатне, 1976. — 176 с[7].
- Современные методы диагностики и лечения в пульмонологии: Сб. науч. статей / Риж. мед. ин-т. Центр пульмонологии Латв. ССР ; [Редкол.: В.В. Уткин (отв. ред.) и др.]. — Рига : РМИ, 1979. — 126 с.
- Хирургия язвенной болезни желудка и двенадцатиперстной кишки / А. С. Ермолов, В. В. Уткин. — Рига : Зинатне, 1983. — 210 с.
- Патология органов грудной полости : Сб. науч. ст. / Риж. мед. ин-т, Респ. клинич. больница им. П. Страдыня; [Редкол.: В. В. Уткин (отв. ред.) и др.]. — Рига : РМИ, 1983. — 196 с.

## Семья
Отец — композитор и музыковед Валентин Фёдорович Уткин.
Брат Александр, кандидат медицинских наук, ассистент кафедры онкологии РМИ (скончался в январе 1980).
Сестра Ирина — музыкант.
Дочь Наталия — врач-гинеколог.